# Lasconotus saudicus
Lasconotus saudicus es una especie de coleóptero de la familia Zopheridae.

## Distribución geográfica
Habita en Arabia Saudita.